# Andy Soucek
Andy Christian Soucek (Madrid, 14 giugno 1985) è un pilota automobilistico austriaco naturalizzato spagnolo.
Il padre è austriaco (ma di origini ceche) ed egli ha la doppia cittadinanza sebbene sia nato in Spagna e vi abbia passato la maggior parte della vita. Corre con licenza spagnola in quanto ha affermato di sentirsi spagnolo.

## Carriera

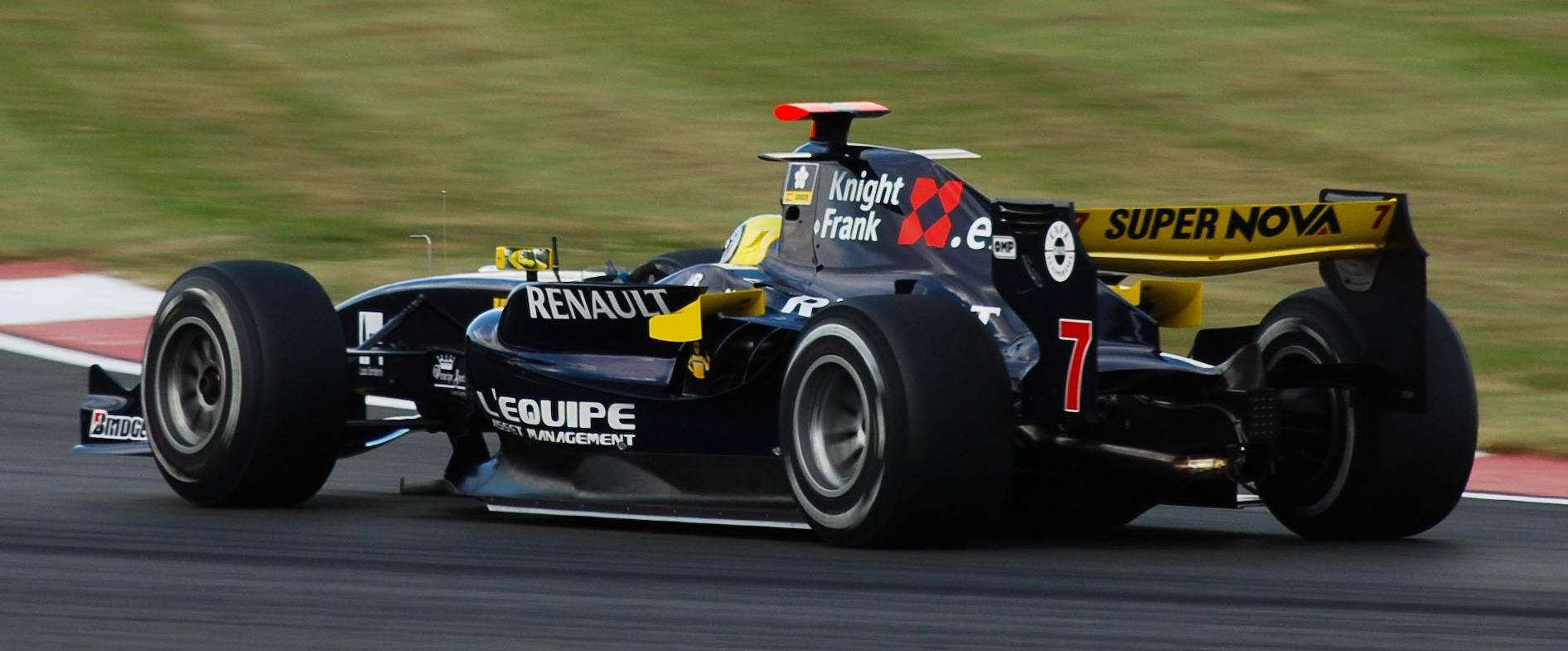
Soucek guida una Super Nova Racing nella gara di Silverstone della GP2 2008.

La sua carriera inizia coi karting nel 1997, sebbene il suo esordio con una vettura a ruote scoperte avvenga nel campionato portoghese di Formula Ford nel 2001.
Nel 2002 compete sia nei kart che nella F3 spagnola, mentre l'anno seguente termina la carriera nei kart passando all'EV team in Formula 3. 
Nel 2004 corre anche due gare col GTA team. Nel 2005 passa al Llusia team vincendo il titolo.
Dopo il 2006, in cui compete nella World Series by Renault, Soucek partecipa alla GP2 nel 2007 col la David Price Racing; Rimane col team anche per la prima gara della GP2 Asia 2008, passando poi alla Fisichella Motor Sport per la stagione principale della GP2. A 5 soli giorni dall'inizio del campionato la scuderia decide di terminare la collaborazione con Soucek, rimpiazzandolo con Roldán Rodríguez e ciò porta a una disputa legale fra le due controparti.; partecipa comunque al campionato sostituendo l'infortunato Christian Bakkerud alla Super Nova. Dopo due gare con la Super Nova, Soucek ritorna alla DPR dove sostituisce Giacomo Ricci, a sua volta subentrato all'infortunato Michael Herck segnando anche i suoi primi punti in categoria. Dopo questa parentesi alla DPR, Soucek torna di nuovo in Super Nova come sostituto definitivo di Bakkerud. Ottiene un podio (all'Hungaroring), finendo in classifica a pari punti con l'altro spagnolo, Roldán Rodríguez.
Andy Soucek rappresenta il club Corinthians (gestito dall'EuroInternational) nella prima gara della Superleague Formula 2008, in quanto il pilota titolare, Antônio Pizzonia, è impegnato in una gara di stock car in Brasile.
Dalla seconda gara Soucek firma per l'Atlético Madrid con il quale termina la stagione 2008.
Nel 2009, Soucek gareggia nella rinata Formula 2, con la vettura numero 22 Soucek vince il campionato e ottiene la possibilità di testare una vettura Williams di Formula 1.

### Formula 1
Già nel 2006, ci furono i primi contatti con la Formula 1, grazie al team Toyota, ebbe la possibilità di provare sul Circuito di Jerez la Toyota TF105B, testandola nel mese giugno durante i test di metà stagione.
Nel 2009 si avvicinò alla Williams e dopo aver vinto il campionato di Formula 2, come premio gli venne data la possibilità di testare una Williams FW31 che aveva appena terminato la stagione 2009 del mondiale. A dicembre, nei test ufficiali di fine stagione, riservati ai giovani piloti, il 1º dicembre 2009, sul circuito di Jerez, nella prima giornata di test, Soucek risultò il pilota più veloce di giornata impressionando i membri del team e gli addetti ai lavori . Successivamente, il pilota spagnolo fu vicino a trovare un accordo per disputare il successivo Mondiale 2010 come pilota di riserva ufficiale e collaudatore, ma all'ultimo gli venne preferito Valtteri Bottas. 
Intenzionato a partecipare come pilota titolare al Campionato 2010 intavolò trattative con i neonati team Campos Racing e Team US F1, non avendo però successo visto il cambiamento di nome e proprietà in HRT del primo e della rinuncia del secondo. Il 23 febbraio 2010 venne nominato come collaudatore per la neonata scuderia Virgin, al posto di Álvaro Parente; andando ad affiancare Luiz Razia. Mantiene tale incarico fino all'agosto dello stesso anno, lasciando il team inglese per l'impossibilità di effettuare test con frequenza Dopo aver lasciato la Virgin disputa diverse gare in Superleague Formula
A fine anno dichiara di essere pronto ad abbandonare la Formula 1 per emigrare in America con la IndyCar.
2012 Blancpain Endurance Series Boutsen Ginion Racing gara 6
ART Grand Prix 2013 e 2014

## Risultati

### Formula 2
| Stagione | No. | 1         | 2       | 3        | 4       | 5       | 6     | 7       | 8       | 9     | 10      | 11    | 12    | 13      | 14      | 15    | 16      | DC | Punti |
| -------- | --- | --------- | ------- | -------- | ------- | ------- | ----- | ------- | ------- | ----- | ------- | ----- | ----- | ------- | ------- | ----- | ------- | -- | ----- |
| 2009     | 22  | VAL 1 Ret | VAL 2 4 | BRN 1 17 | BRN 2 1 | SPA 1 4 | SPA 2 | BRH 1 2 | BRH 2 1 | DON 1 | DON 2 4 | OSC 1 | OSC 2 | IMO 1 3 | IMO 2 1 | CAT 1 | CAT 2 1 | 1º | 115   |